# رایت سیتی (میزوری)
رایت سیتی (به انگلیسی: Wright City) یک شهر در ایالات متحده آمریکا است که در شهرستان وارن، میزوری واقع شده‌است. رایت سیتی ۱۵٫۷۰ کیلومتر مربع مساحت و ۳٬۱۱۹ نفر جمعیت دارد و ۲۲۳ متر بالاتر از سطح دریا قرار دارد.